# Base aérea de Nevatim

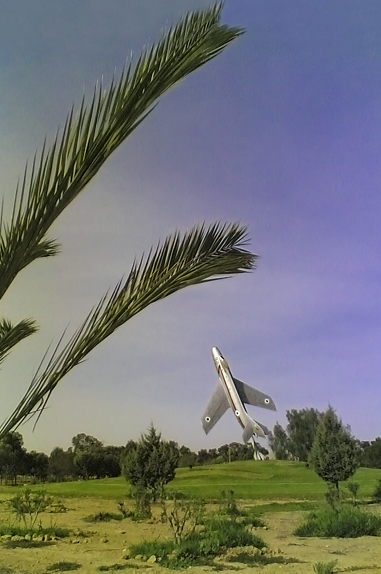
Un Dassault Mystère IV cerca de la entrada de la base aérea

La base aérea de Nevatim (en hebreo: בסיס נבטים‎) (IATA: VTM, OACI: LLNV)        , también Air Force Base 28, es una base de la Fuerza Aérea Israelí (IAF), ubicada a 15 km al este-sureste de Beerseba, cerca del moshav Nevatim en el desierto de Néguev. Es una de los más grandes de Israel y tiene tres pistas de diferentes longitudes. Allí se encuentran estacionados aviones de combate furtivos, aviones de transporte, aviones cisterna y máquinas de reconocimiento y vigilancia electrónica, así como el llamado Air Force One israelí.

## Historia
Ya en 1947 se había construido en el norte del desierto de Néguev una pista de aterrizaje  para el Sherut Avir, el ala aérea de la Haganá. El aeródromo recibió el nombre de Malhata en honor al sitio arqueológico en el que se construyó parcialmente. Fue reabierta en 1983 como una nueva base aérea moderna con dos pistas, como resultado de la financiación conjunta de los gobiernos israelí y estadounidense como parte del redespliegue de la IAF fuera de sus bases en el Sinaí después de su regreso de Egipto tras los Acuerdos de Camp David. De 1979 a 1982, la Base Aérea de Ramón y la base aérea Ovda también se construyeron en el Néguev.
El Escuadrón 140 "Golden Eagle" que operaba el Douglas A-4 Skyhawk Ayit y luego el Lockheed Martin F-16 Fighting Falcon, fue transferido desde la base aérea abandonada de Ovda a Ramón y Nevatim.  El F-16A Netz #243, pilotado por Ilan Ramon (1954-2003), participó en la Operación Ópera, el ataque y destrucción del reactor nuclear iraquí Osirak el 7 de junio de 1981. 
Desde 2003, la base ha ido recibiendo gradualmente más escuadrones de F-16. A mediados de la década de 2000 se construyó una tercera pista como parte de un proyecto para dar cabida a la transferencia de actividades militares que anteriormente se llevaban a cabo en el Aeropuerto Internacional Ben Gurión (Base de la Fuerza Aérea 27) a Nevatim. Todos los F-16 de la base fueron retirados a mediados de la década de 2010.

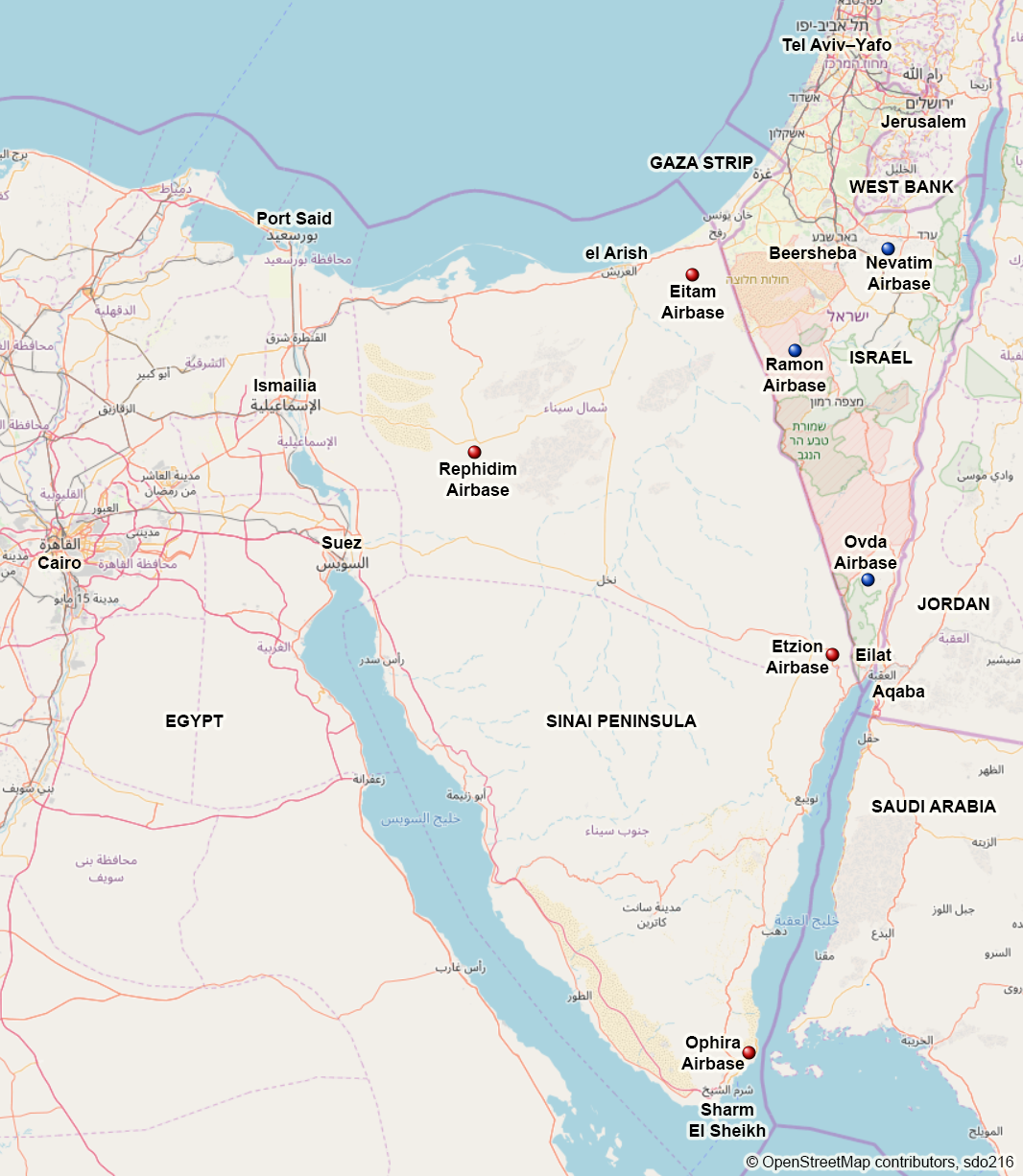
Bases de la IAF abandonadas en laPenínsula del Sinaí (rojo) y recién construidas en el sur de Israel (azul)
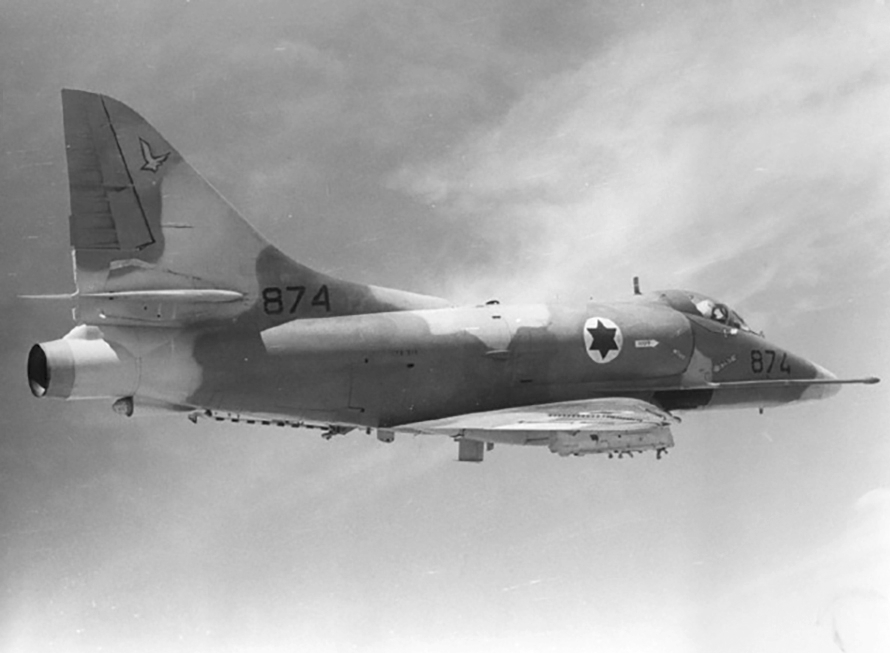
A-4H/N Skyhawk Ayitdel del escuadrón 140 "Águila Real" de la base aérea de Etzión alrededor de 1973
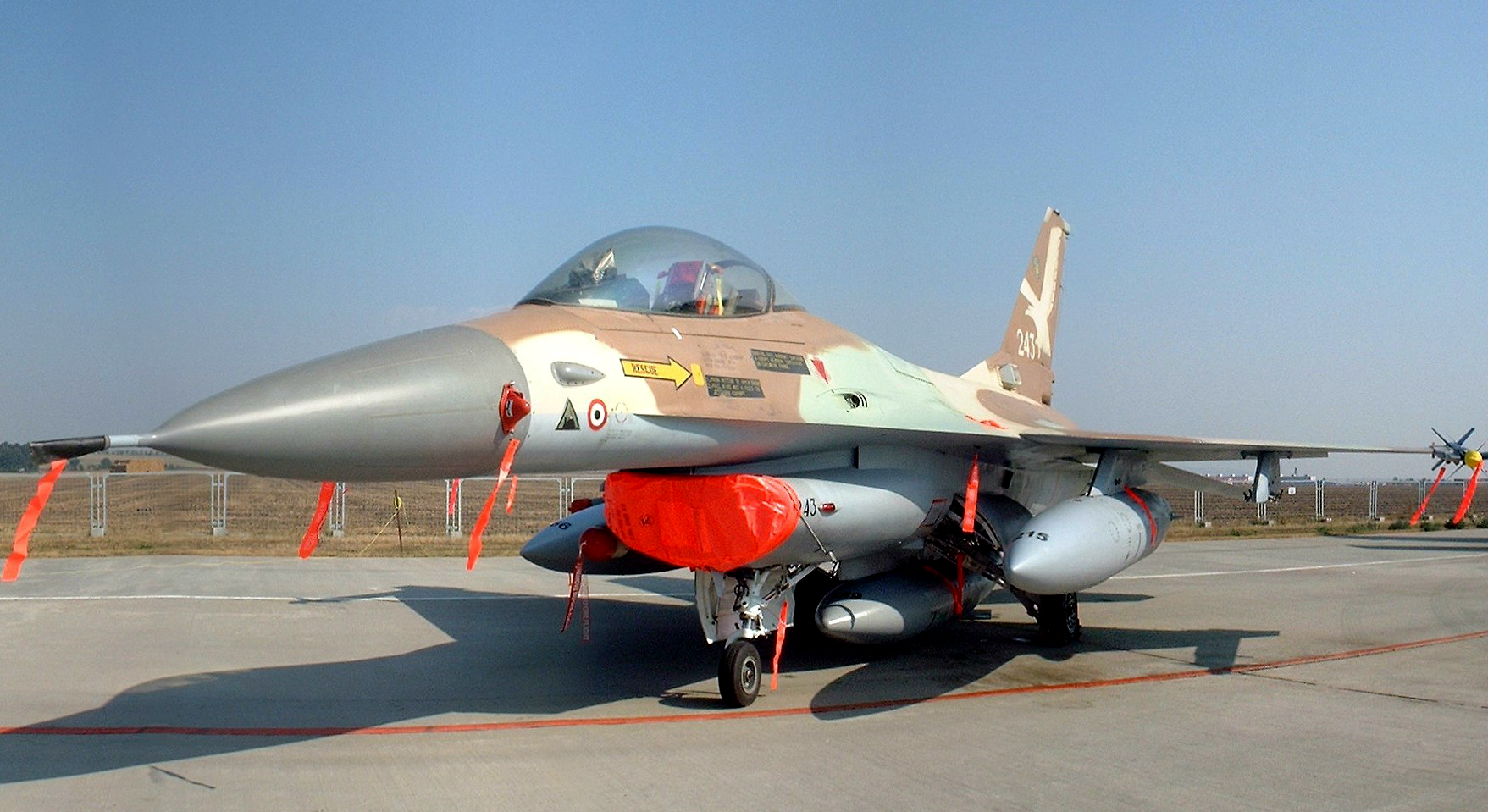
El lF-16A netz#243 deIlán Ramón, involucrado en la Operación Ópera, exhibido en la República Checa en 2004
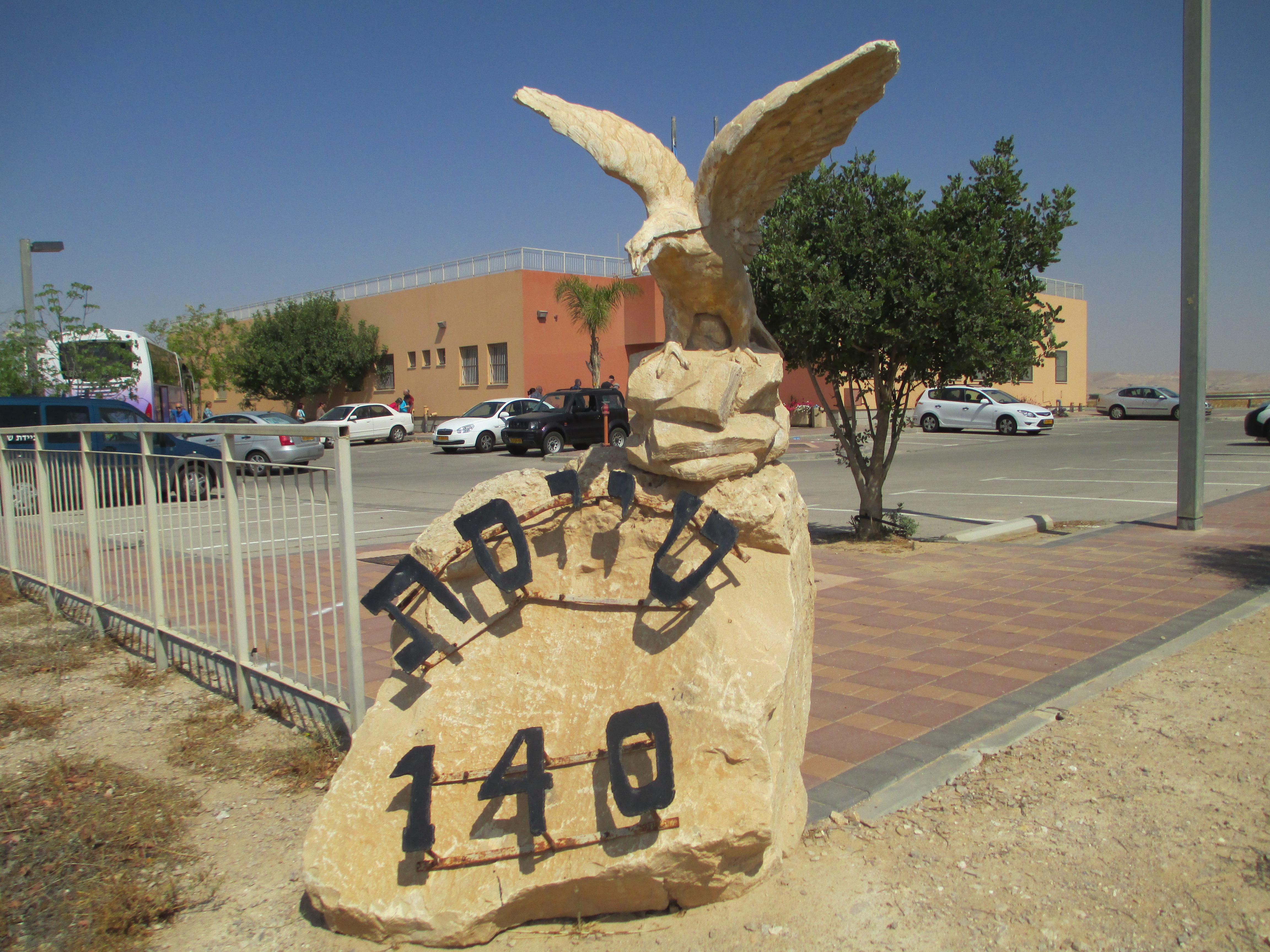
Una escultura del escuadrón 140 "Águila Dorada" cerca de una zona de estacionamiento en Nevatim
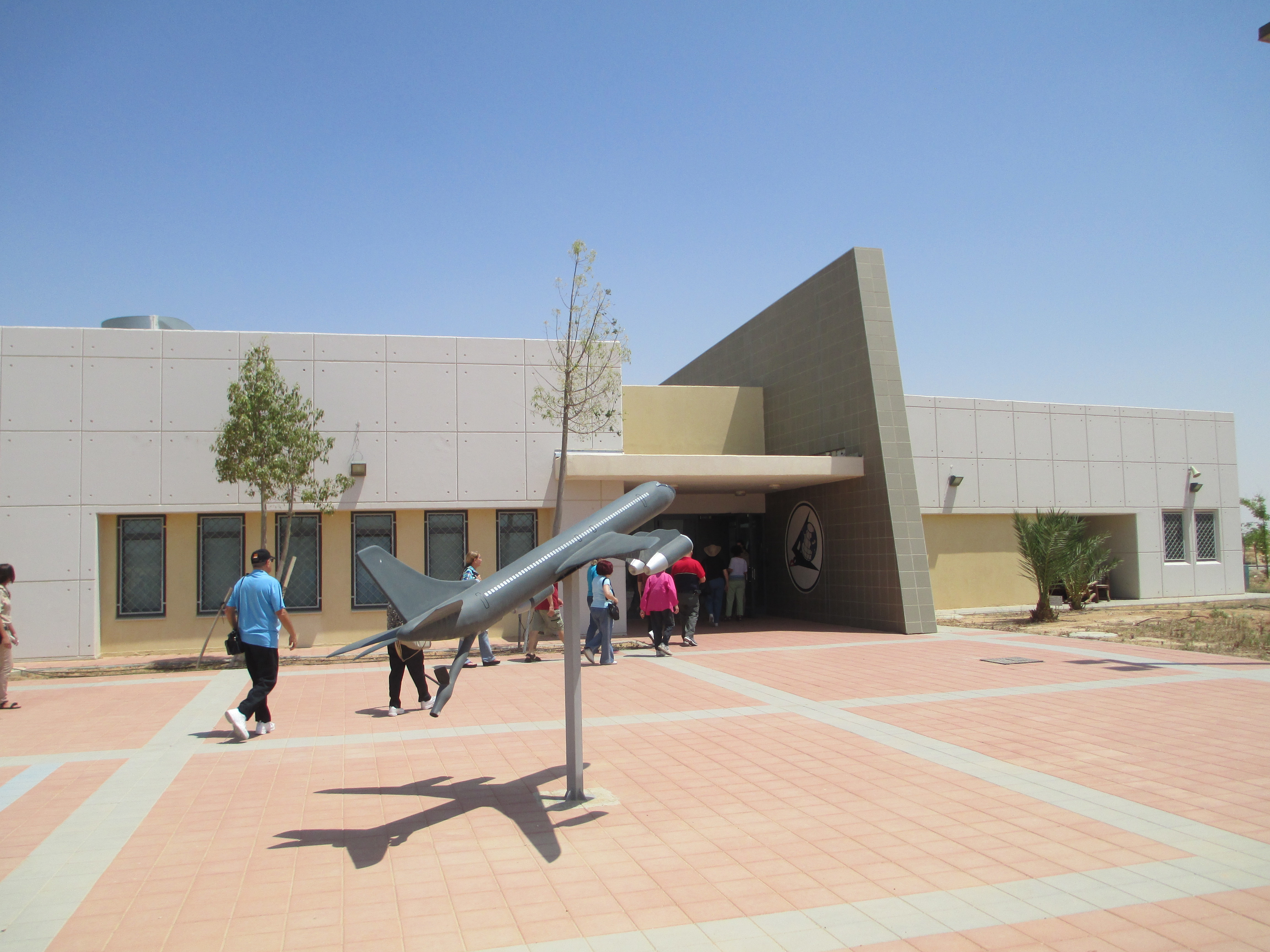
Un edificio construido en 2010 para el escuadrón 120 "Gigantes del desierto", operando aviones cisterna Boeing 707
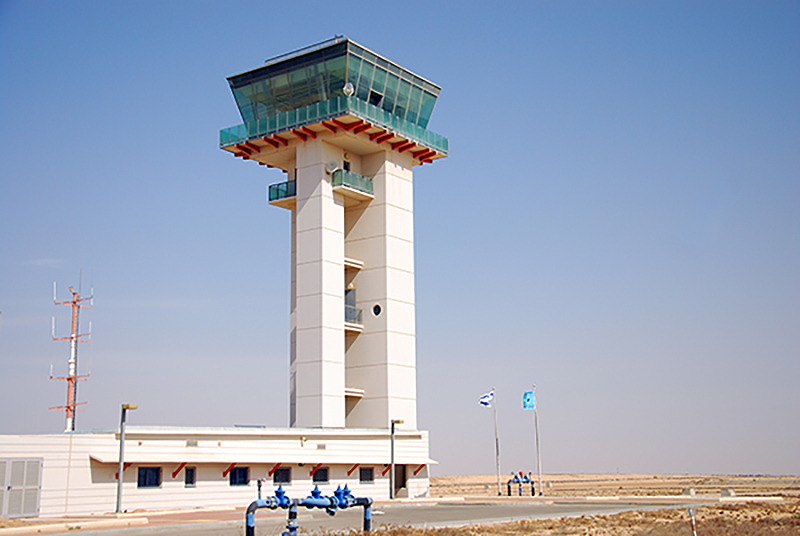
Torre ATC en la base aérea de Nevatim cerca de la pista sur en 2013

Mientras que en la zona sur de la base aérea con una pista están estacionados aviones de transporte y cisterna, así como aviones de reconocimiento y vigilancia, la zona norte con sus dos pistas está reservada para los tres escuadrones con aviones de combate furtivos F-35I. Otras dos pistas ubicadas allí ya no están en funcionamiento.

## Actualidad

### F-35IAdir
Desde diciembre de 2016, nuevos aviones de combate F-35I Adir (The Mighty One) están estacionados en Nevatim. Israel los compró a un consorcio de fabricantes estadounidenses en torno a Lockheed Martin, y modificados según sus necesidades. Hasta el momento se han encargado un total de 75 de estos aviones furtivos, que se entregarán a finales de la década de 2020. Esto completará 3 escuadrones, todos los cuales ya están establecidos en Nevatim y alcanzarán su fuerza máxima para ese momento. Estos son el Escuadrón 116 "Leones del Sur", el Escuadrón 117 "Primer Jet" y el Escuadrón 140 "Águila Dorada", todos los cuales tienen una historia más larga en otras bases y con otros aviones.      
Paralelamente a la introducción del F-35I, también se instaló en Nevatim un simulador de vuelo, cuyo objetivo es familiarizar a los nuevos pilotos con el avión antes de sentarse en la cabina por primera vez y familiarizar a los pilotos experimentados con situaciones de combate sin ponerse en peligro. en peligro.  Después de una fase de prueba y entrenamiento de un año de duración, Israel declaró oficialmente operativos los primeros ocho F-35I de la base a principios de diciembre de 2017.  El 22 de mayo de 2018, el entonces comandante de la Fuerza Aérea de Israel, el general de división Amikam Norkin, informó que Israel se convirtió en el primer país del mundo en utilizar el F-35 en combate durante los recientes enfrentamientos con Irán en Siria.  En julio de 2019, los F-35I con base en Nevatim atacaron dos veces depósitos de misiles iraníes ubicados al norte y noreste de la capital iraquí, Bagdad. 

### Otros aviones
El avión cisterna Boeing 707 Re'em, que data de la década de 1970 y está estacionado en Nevatim desde 2008, será reemplazado gradualmente por el nuevo Boeing KC-46A Pegasus. A principios de 2021, Israel firmó un contrato preliminar para inicialmente dos aviones cisterna; a medio plazo están previstos hasta ocho ejemplares, que se entregarán aproximadamente a partir de 2025.   
El 122 Escuadrón "Nachshon", que existe desde 1971, opera en Nevatim varios aviones Gulfstream Aerospace en diferentes configuraciones: tres aviones Gulfstream V Shavit desde 2005, cinco aviones G550 CAEW Eitam desde 2008 y el G550 ELINT/COMINT Oron desde 2021, todos para diversas tareas, como reconocimiento y vigilancia electrónica, alerta temprana, reconocimiento fotográfico, etc. también para la marina de Israel. Se está realizando la compra de máquinas adicionales de último modelo.    
La base aérea de Nevatim es también la base del llamado Air Force One israelí, un Boeing 767 reconvertido para visitas internacionales del presidente de Israel o del primer ministro. Oficialmente llamado Ala de Sión, es operado por la IAF y tiene su propio hangar en Nevatim. La compra y el mantenimiento de esta máquina fueron muy controvertidos en Israel, lo que llevó a su cierre antes de su puesta en funcionamiento en 2022. 

### Aeropuerto Internacional
Dado que el aeropuerto internacional Ben Gurion cerca de Tel Aviv lleva años alcanzando sus límites de capacidad, se está considerando convertir total o parcialmente una de las bases aéreas militares en un aeropuerto civil o ampliarla en consecuencia. Además de una conversión completa de la Base Aérea Ramat David en el norte de Israel, se está discutiendo un doble uso de la base aérea de Nevatim, ya que podría ampliarse sin mayores problemas porque está rodeada de desierto y con pocos asentamientos. La proximidad a la creciente ciudad de Beersheba (alrededor de 15 km) también habla de esto. La IAF se opone firmemente a esta propuesta porque cree que restringiría demasiado los movimientos de vuelos militares. 

### Armas nucleares
Después de que la Fuerza Aérea de EE. UU. anunciara a principios de marzo de 2024 que sus aviones furtivos F-35 ahora están certificados para su uso con bombas atómicas B61-12,  existe una discusión cada vez mayor sobre si los F-35I Adir israelíes en Nevatim también son capaces de transportar y lanzar armas nucleares israelíes.

### Ataques de Irán de 2024
El 13 de abril de 2024, Irán atacó a Israel con drones, misiles de crucero y más de 120 misiles balísticos, la mayoría de los cuales fueron interceptados. La infraestructura en la zona de la base aérea de Nevatim sufrió daños leves. 
En el ataque iraní de octubre de 2024, vídeos geolocalizados por el canal CNN mostraron un número significativo de misiles iraníes impactando contra la base. Los medios de comunicación iraníes informaron de que varios de los aviones más avanzados de Israel habían sido destruidos, sin aportar pruebas que respaldaran esta afirmación.
Las Fuerzas de Defensa de Israel declararon: «El ataque con misiles balísticos iraníes de esta noche no ha tenido ningún impacto operativo sobre la Fuerza Aérea Israelí y sus ataques aéreos en curso contra objetivos terroristas tanto en la Franja de Gaza como en el Líbano". Indicaron también que los registros de rutas de vuelo indicaban que una parte significativa de los Boeing 707 y C-130 de la Fuerza Aérea estaban estacionados frente a la costa israelí, bien para apoyar la actividad de los cazas o bien puestos en el aire por su propia seguridad en previsión de ataques contra las bases aéreas.
Las imágenes por satélite tomadas tras el ataque mostraron cuatro impactos visibles de misiles iraníes en la base. Uno de ellos causó un gran agujero en el tejado de un complejo de hangares cerca de la pista sur. Otro misil pareció haber impactado en una carretera de la base. Las FDI afirmaron que los misiles iraníes dañaron «edificios de oficinas y otras zonas de mantenimiento» de la base de Nevatim y de otras dos bases aéreas, pero que no fueron alcanzados soldados, armas ni aviones.

## Unidades
- 103 Escuadrón "Elefantes" - operando el Lockheed Martin C-130J Super Hercules Shimshon [31] [32]
- 116 Escuadrón "Leones del Sur" - operando el F-35I Adir [33]
- 117 Escuadrón "First Jet" - operando el F-35I Adir, inicialmente para entrenamiento de pilotos [34]
- 120 Escuadrón "Gigantes del Desierto", que opera el Boeing 707 Re'em como avión cisterna, será reemplazado por el KC-46 Pegasus [35] [36] [37]
- 122 Escuadrón "Nachshon" - operando el GV Shavit y el G550 Eitam & Oron como aviones SEMA/CAEW/ELINT/COMINT ⃰ [38] [39] [40] [41]
- Escuadrón 131 "Caballeros del pájaro amarillo" - operando el C-130H Hercules Karnaf [42]
- 140 Escuadrón "Golden Eagle" - operando el F-35I Adir [43]
- Operando el Ala de Sión con su propio hangar, también conocido como Air Force One israelí [44]
- Unidad 5700 (YAC) - Unidad de aterrizaje avanzado de la IAF (unidad especial, en Nevatim desde 2009) [45] [46]

⃰ SEMA = Aeronave de Misión Electrónica Especial, CAEW = Alerta Temprana Aerotransportada Conforme, ELINT = Inteligencia Electrónica, COMINT = Inteligencia de Comunicación

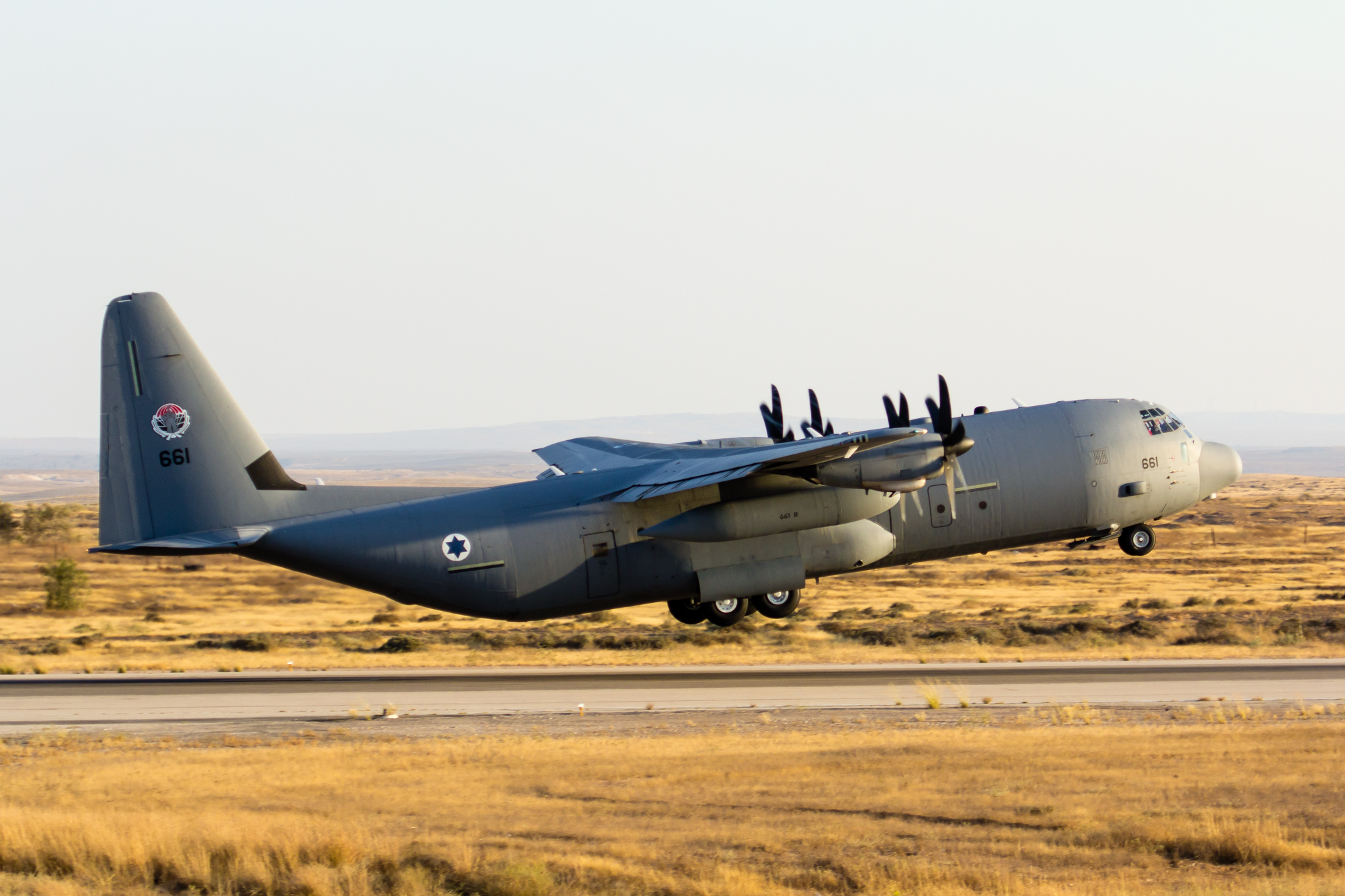
Lockheed Martin C-130J Super Hercules del escuadrón 103 "Elefantes" en 2015
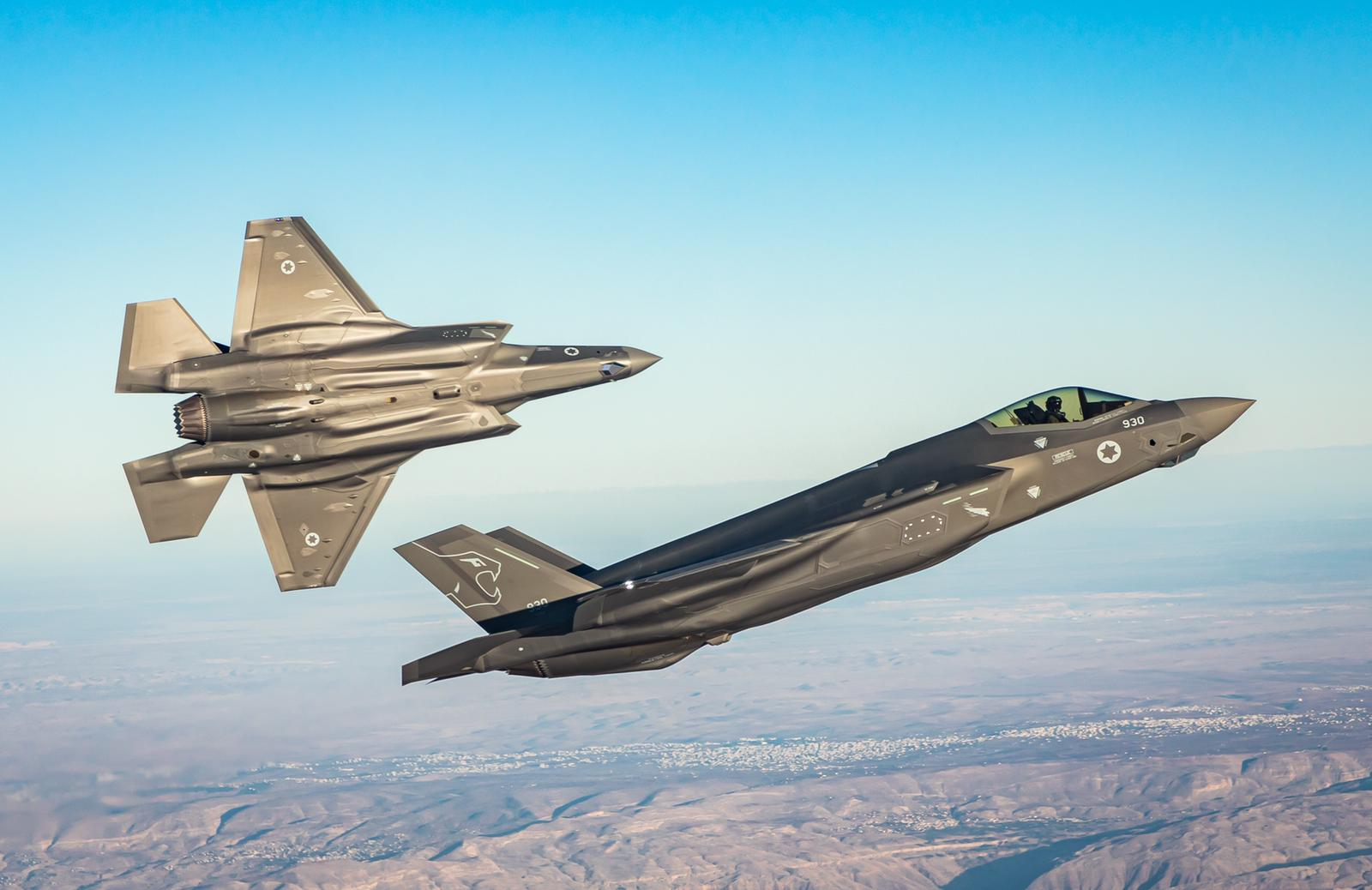
Dos F-35I Adir del escuadrón 116 "Leones del Sur" (símbolo del león en la cola) de Nevatim
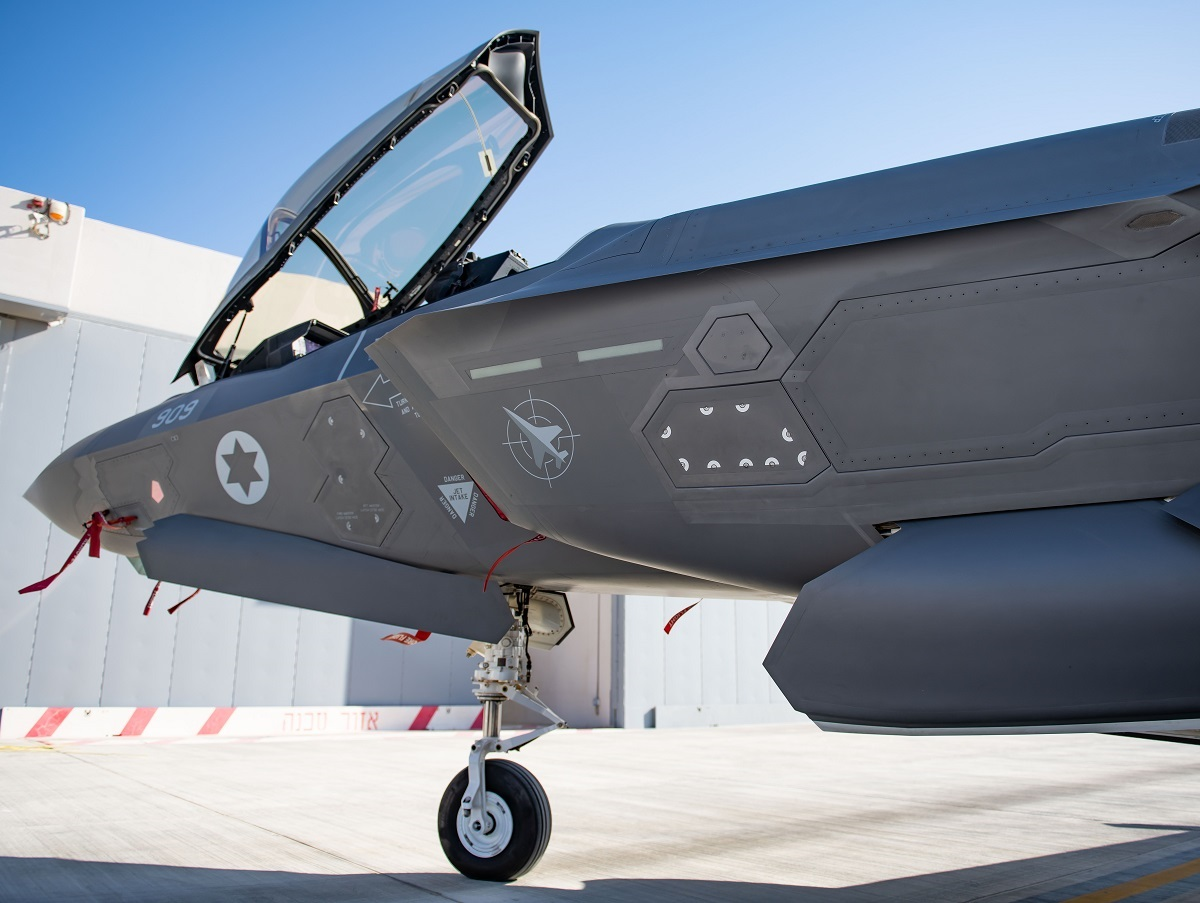
F-35I Adir "Primer Jet" del escuadrón 117 (símbolo del jet en la mira) en la reapertura en 2021
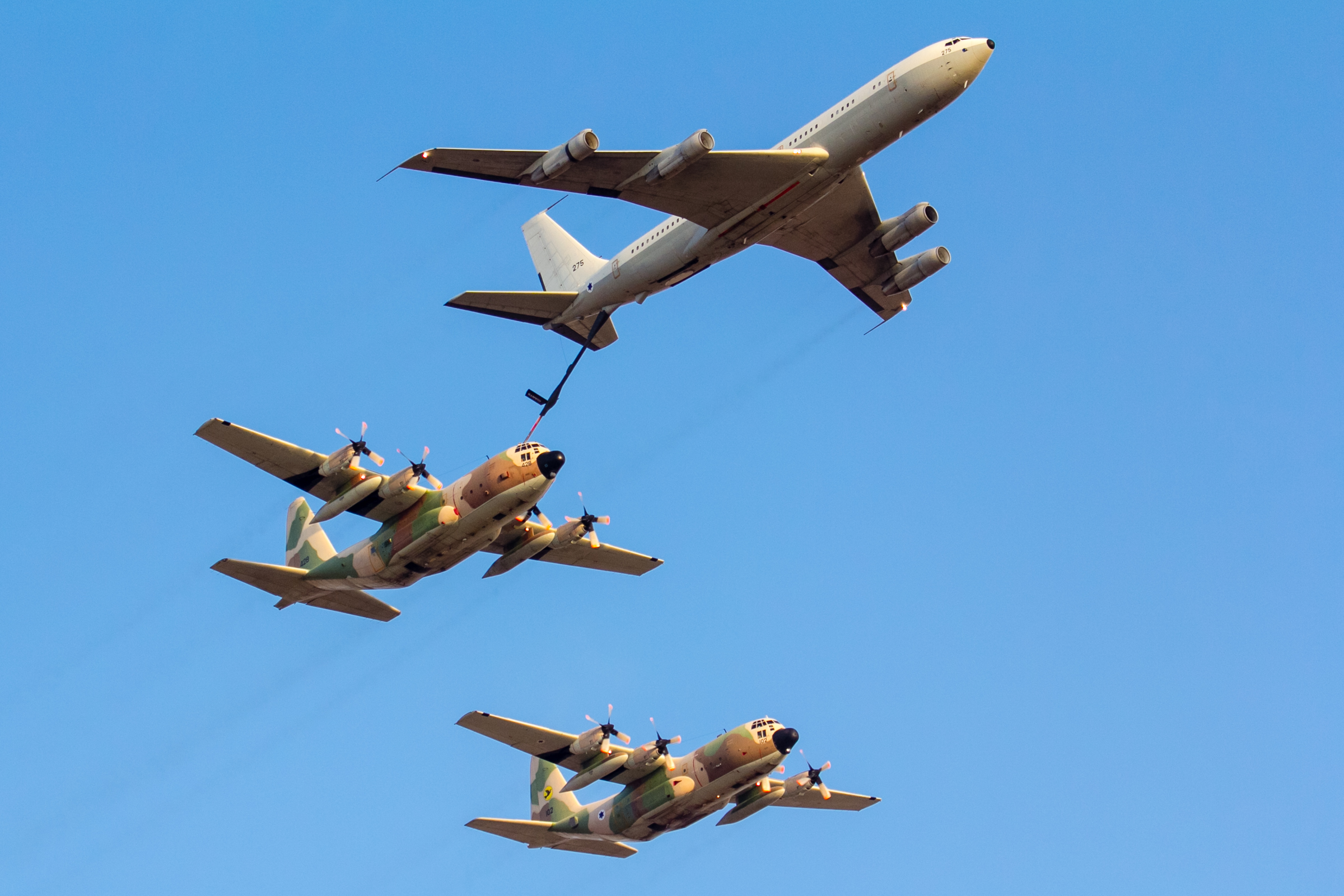
Boeing 707 repostando combustible a un C-130H Hércules karnaf de los escuadrones 120 y 131
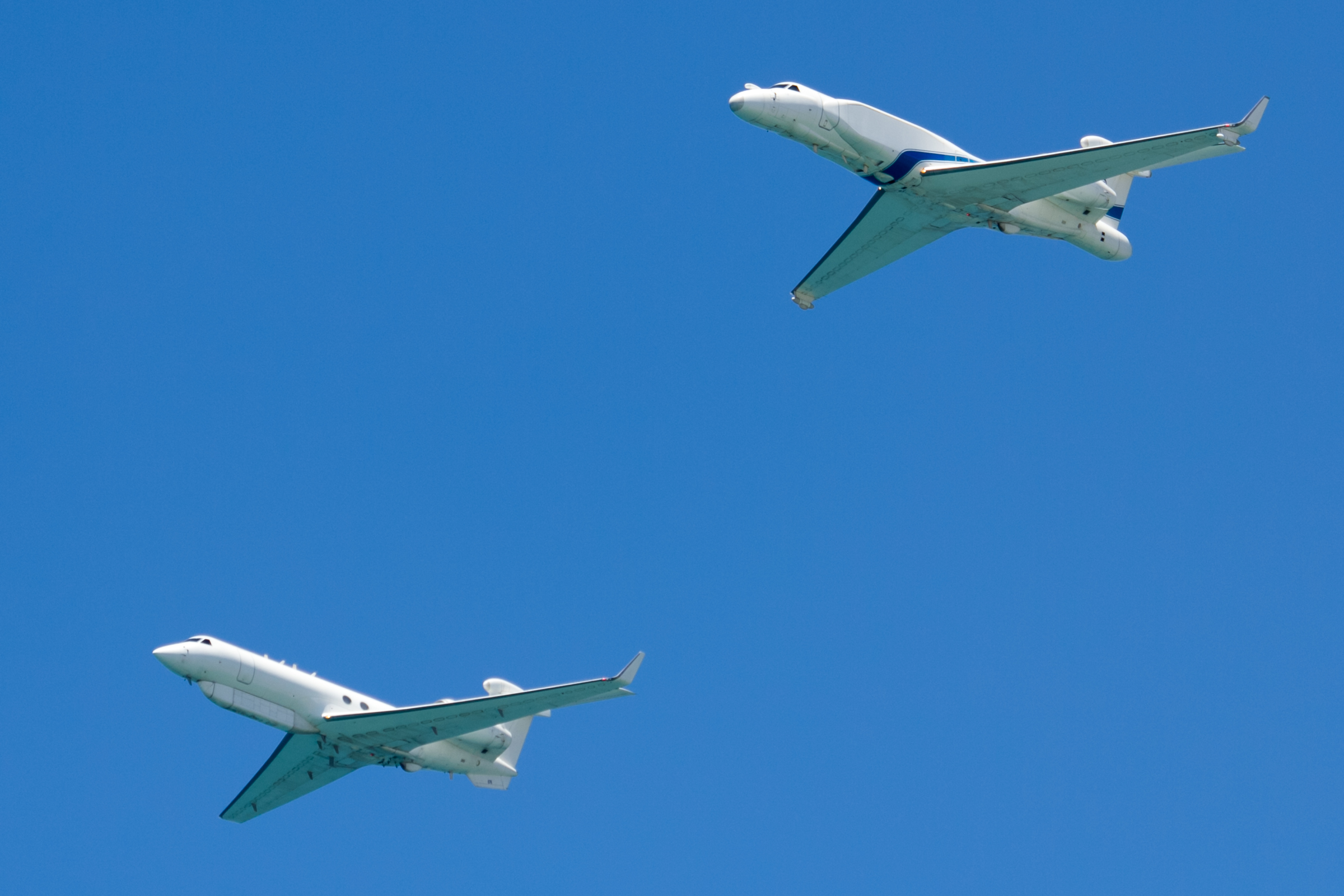
GV shavit (abajo a la izquierda) y un G550 Eitam del 122 escuadrón "Nachshon", en mayo de 2016.
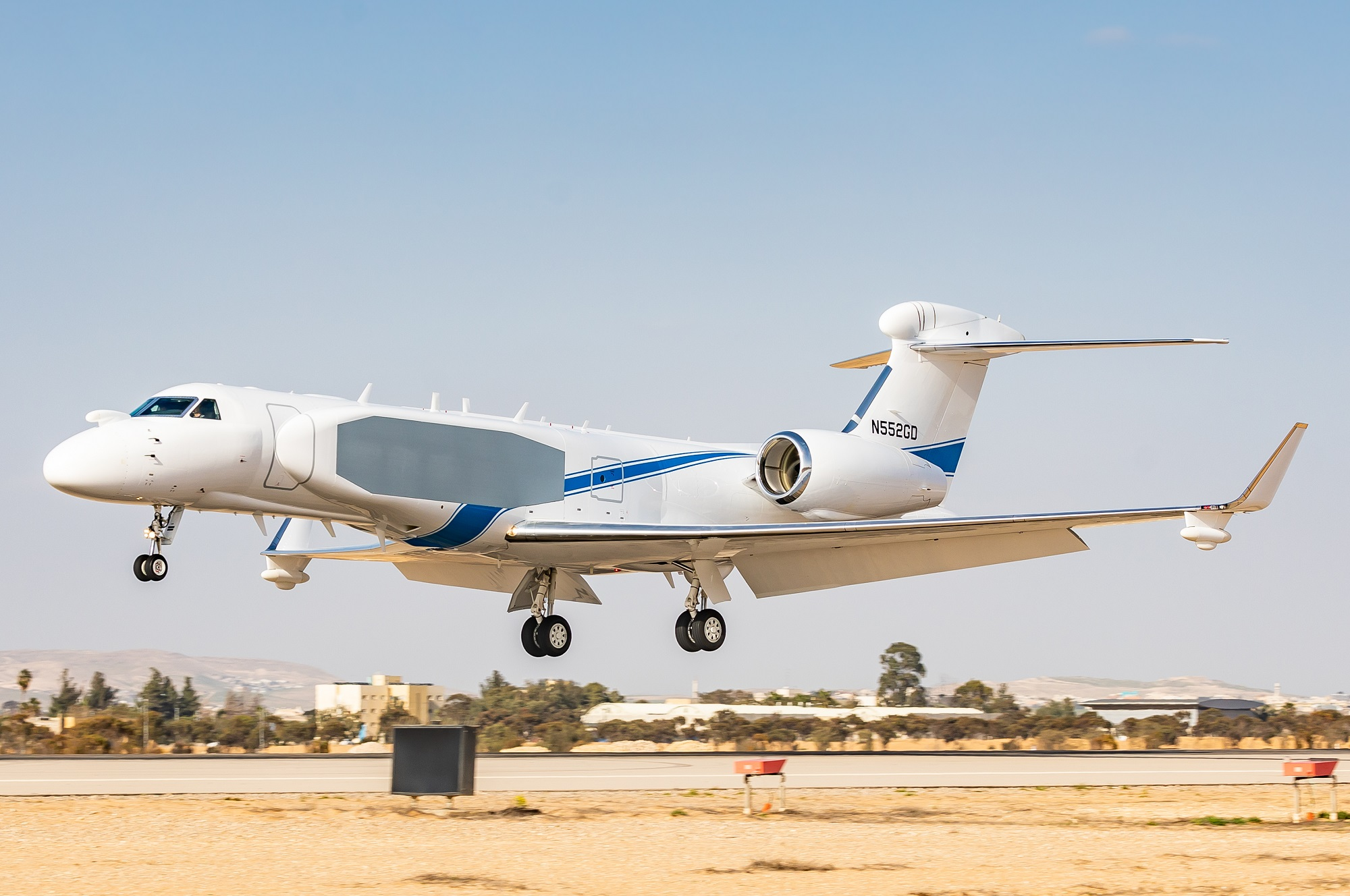
Gulfstream G550 Orón recién llegado para el escuadrón 122 en la base aérea de Nevatim, en abril de 2021
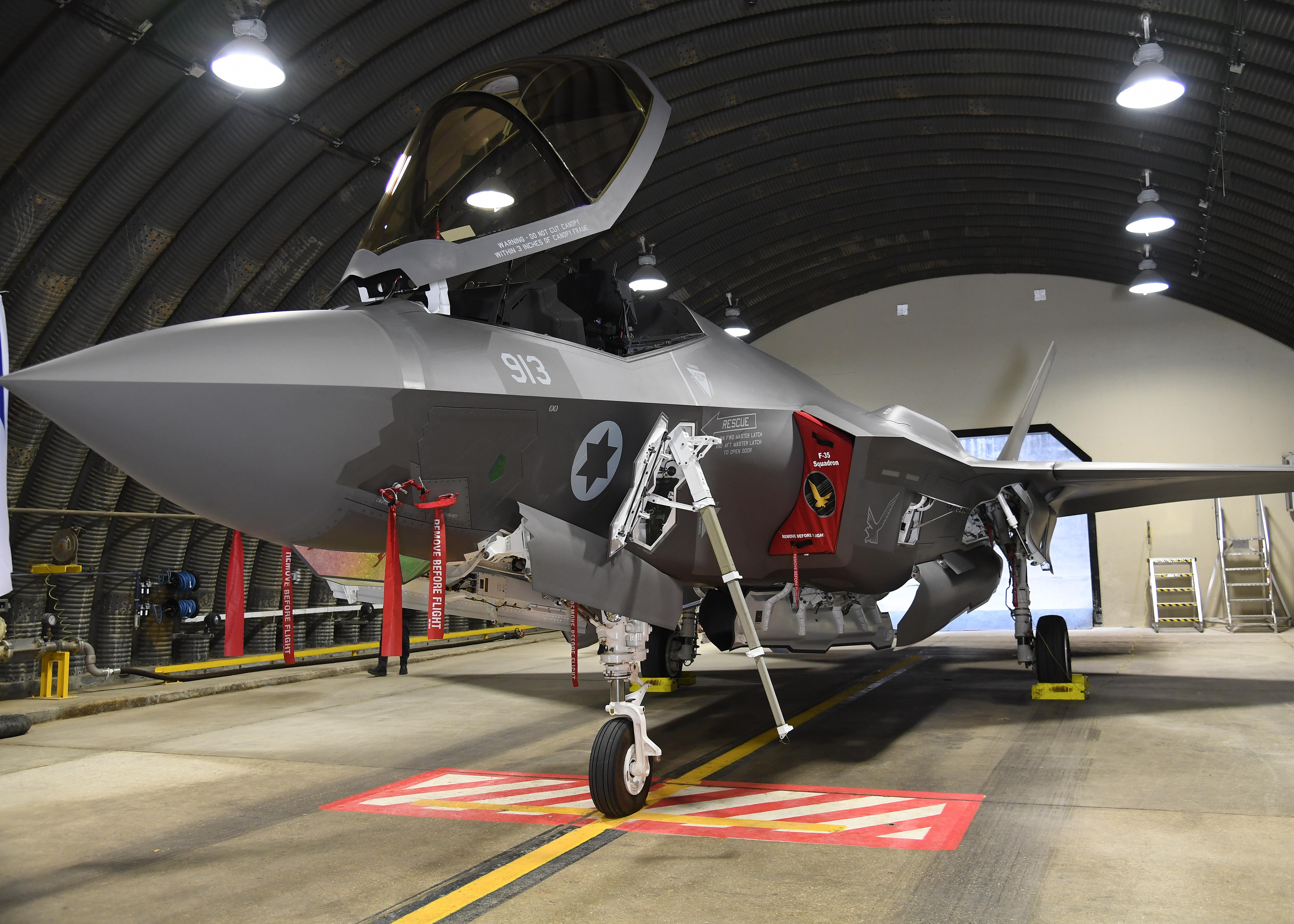
F-35I Adir del escuadrón 140 "Golden Eagle" (ver símbolo del águila) en su refugio
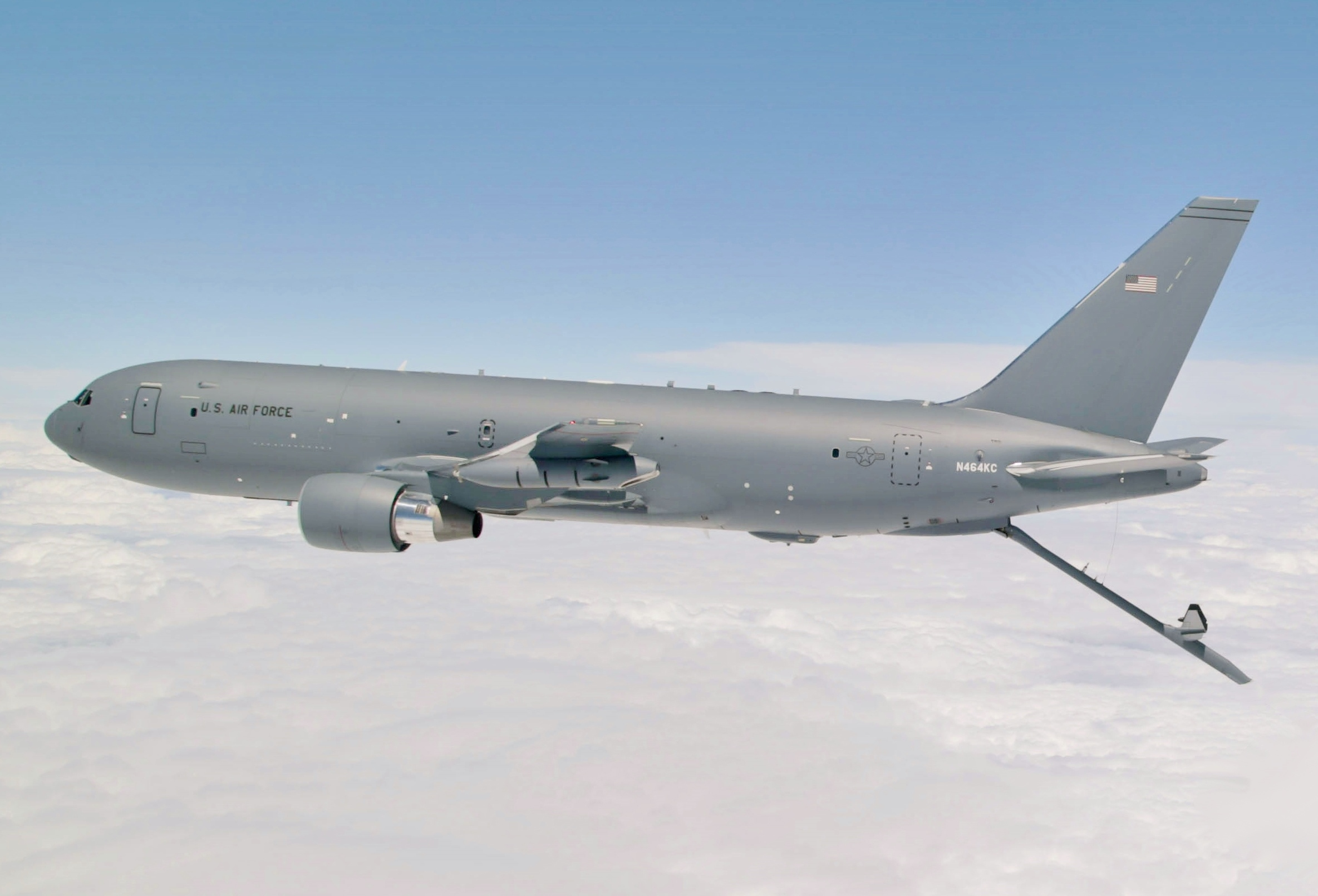
Los aviones cisternaBoeing KC-46 Pegasosustituirán a los viejos 707 de Nevatim en los próximos años
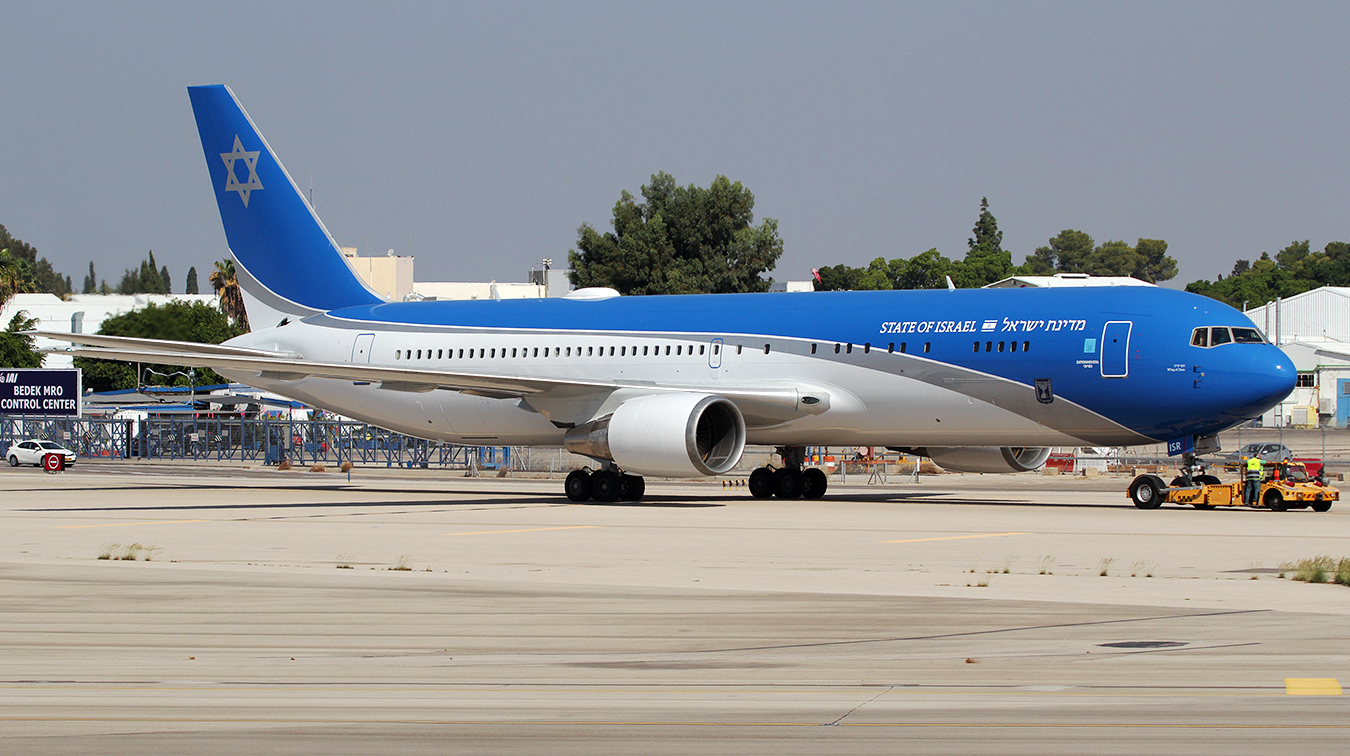
Ala de Sión, también conocido como Air Force One israelí. Tiene su propio hangar en la base aérea de Nevatim.
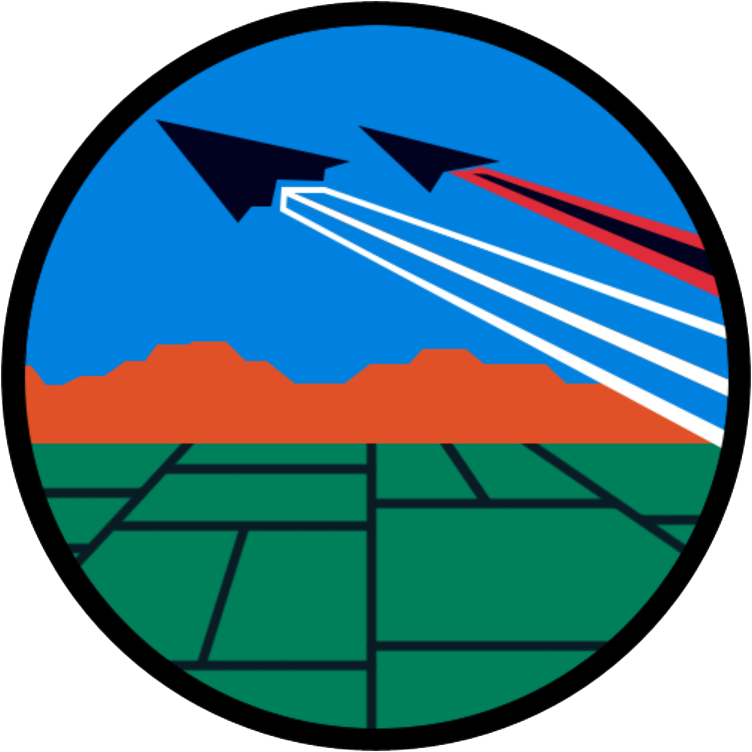
La insignia de la Nevatim Airbase también conocida como Airbase 28

Nota: los aviones de la IAF generalmente pueden asignarse a su escuadrón mediante los símbolos en la cola o las tomas de aire.